# Мао Вэймин
Мао Вэймин (кит. 毛伟明, род. май 1961, Цюйчжоу, Чжэцзян) — китайский государственный и политический деятель, губернатор провинции Хунань с 27 ноября 2020 года.
Ранее председатель совета директоров Государственной электросетевой корпорации Китая (2020), вице-губернатор провинции Цзянси (2015—2020), заместитель министра промышленности и информатизации (2013—2015) и вице-губернатор провинции Цзянсу (2013).
Делегат Всекитайского собрания народных представителей 11, 12 и 13-го созывов. Кандидат в члены ЦК КПК 19-го созыва, член Центрального комитета Компартии Китая 20-го созыва.

## Биография
Родился в мае 1961 года в Цюйчжоу, провинция Чжэцзян.
В октябре 1978 года поступил на химический факультет Чжэцзянского университета в Ханчжоу, по окончании которого в августе 1982 года получил диплом бакалавра в области машиностроения в химической промышленности. После университета принят на работу техником в отдел реконструкции технической инфраструктуры инженерного управления завода изоляционных материалов в городе Чанчжоу, провинция Цзянсу. В 1985 году повышен до заместителя начальника отдела, в сентябре того же года вступил в Коммунистическую партию Китая. В августе 1991 года стал начальником потребительского отдела — помощником директора завода, в марте следующего года — заместитель директора, с апреля 1993 года — директор завода изоляционных материалов в Чанчжоу. В общей сложности проработал на производстве почти 15 лет с 1982 по 1996 гг.
Политическую карьеру начал в марте 1996 года с назначения на пост председателя комитета по внешним связям и торговле — заместителя секретаря горкома КПК муниципалитета Чанчжоу. В октябре 1998 года переведён главой района Уцзинь с сохранением поста замсекретаря горкома КПК, в декабре 2000 года возглавил райком Уцзиня. В сентябре 2001 года избран в Постоянный комитет горкома КПК Тайчжоу, спустя два месяца занял кресло вице-мэра, а в апреле 2003 года назначен заместителем секретаря горкома КПК и исполняющим обязанности мэра Тайчжоу. Утверждён в должности мэра в январе 2004 года. В декабре 2005 года получил пост председателя комиссии по развитию и реформам провинции Цзянсу, на котором проработал следующие пять лет. В ноябре 2011 года назначен секретарём партийного отделения КПК народного правительства провинции, в январе 2013 года утверждён в должности вице-губернатора Цзянсу.
С октября 2013 по июль 2015 гг. — заместитель министра промышленности и информатизации КНР, курировал тяжёлую промышленность Китая.
В июле 2015 года снова направлен в региональную политику, будучи назначенным вице-губернатором провинции Цзянси. Заместитель секретаря партотделения КПК народного правительства провинции и член Постоянного комитета парткома КПК Цзянси.
В январе 2020 года получил пост председателя совета директоров Государственной электросетевой корпорации Китая (ГЭСКК). Одновременно секретарь партотделения КПК корпорации. Согласно рейтингу Fortune Global 500 в 2020 году ГЭСКК заняла третье место в мире по показателю выручки.
В ноябре 2020 года очередной раз возвращён в региональную политику. 27 ноября 2020 года решением 21-й сессии Постоянного комитета Собрания народных представителей провинции Хунань утверждён в должности губернатора провинции. Одновременно занял пост первого по перечислению заместителя секретаря парткома КПК Хунани.